# Municipio de Bolivar (Indiana)
El municipio de Bolivar (en inglés: Bolivar Township) es un municipio ubicado en el condado de Benton en el estado estadounidense de Indiana. En el año 2010 tenía una población de 1252 habitantes y una densidad poblacional de 13,39 personas por km².

## Geografía
El municipio de Bolivar se encuentra ubicado en las coordenadas 40°31′9″N 87°9′6″O / 40.51917, -87.15167. Según la Oficina del Censo de los Estados Unidos, el municipio tiene una superficie total de 93.49 km², de la cual 93,49 km² corresponden a tierra firme y (0 %) 0 km² es agua.

## Demografía
Según el censo de 2010, había 1252 personas residiendo en el municipio de Bolivar. La densidad de población era de 13,39 hab./km². De los 1252 habitantes, el municipio de Bolivar estaba compuesto por el 97,84 % blancos, el 0,8 % eran afroamericanos, el 0,08 % eran amerindios, el 0,32 % eran de otras razas y el 0,96 % eran de una mezcla de razas. Del total de la población el 2,32 % eran hispanos o latinos de cualquier raza.